# Alejandro López Sánchez
Alejandro 'Álex' López Sánchez (nascut l'11 de gener de 1988 a Ferrol, Galícia), és un futbolista professional gallec que juga al Racing de Ferrol, com a migcampista ofensiu.

## Carrera de club

### Primers anys
Nascut a Ferrol, Galícia, López es va graduar al Racing de Ferrol i va debutar professionalment el 14 de maig de 2005 quan va entrar com a substitut final en un empat 2-2 a casa contra el CD Tenerife a Segona Divisió. El juliol, va ser cedit a la modesta SD O Val de Tercera Divisió.
López va tornar al Racing el juny de 2006, i després de jugar escadusserament a la primera part de la temporada (amb el seu equip ara a Segona Divisió B), va cancel·lar el seu contracte i es va incorporar al Narón BP de quart nivell.

### Celta
El juny de 2009 va fitxar amb el RC Celta de Vigo, inicialment destinat al filial de tercera divisió. Després de marcar 13 gols amb l'equip B, va fer el seu debut oficial amb el primer equip el 13 de juny de 2010, jugant 14 minuts en una derrota per 2-0 a la Reial Societat. El 13 de febrer de 2013 va renovar el seu vincle fins al 2018.
El 9 de juliol de 2015 López va ampliar el seu contracte amb el Celta fins al 2019, i fou immediatament cedit al Sheffield Wednesday FC. Un any més tard, encara propietat del primer, es va incorporar al Real Valladolid.

### Anys posteriors

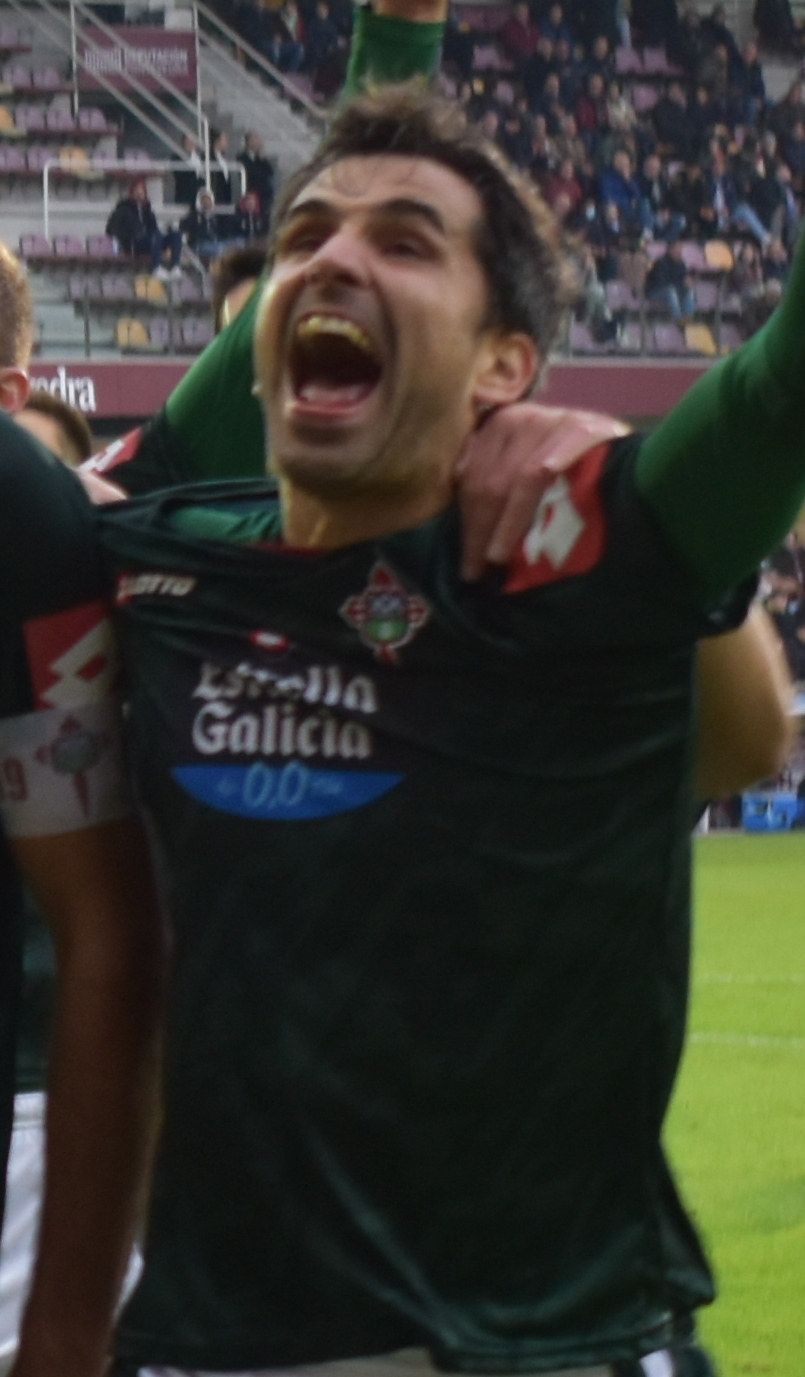
López amb el Racing Ferrol el 2022

López va passar la temporada 2017-18 amb l'Sporting de Gijón també a la segona divisió. Només va participar en 13 partits competitius durant el seu període, principalment a causa de problemes d'esquena lumbar.
El 28 de setembre de 2018, López va fitxar pel club australià Brisbane Roar FC amb un contracte d'un any. Després de la seva única temporada a la Lliga A, va tornar al Racing de Ferrol de tercera divisió al juny.